# 釣金龜 (遊戲)
釣金龜，又稱扳烏龜、拆牌龜、爬烏龜，是單人骨牌遊戲。

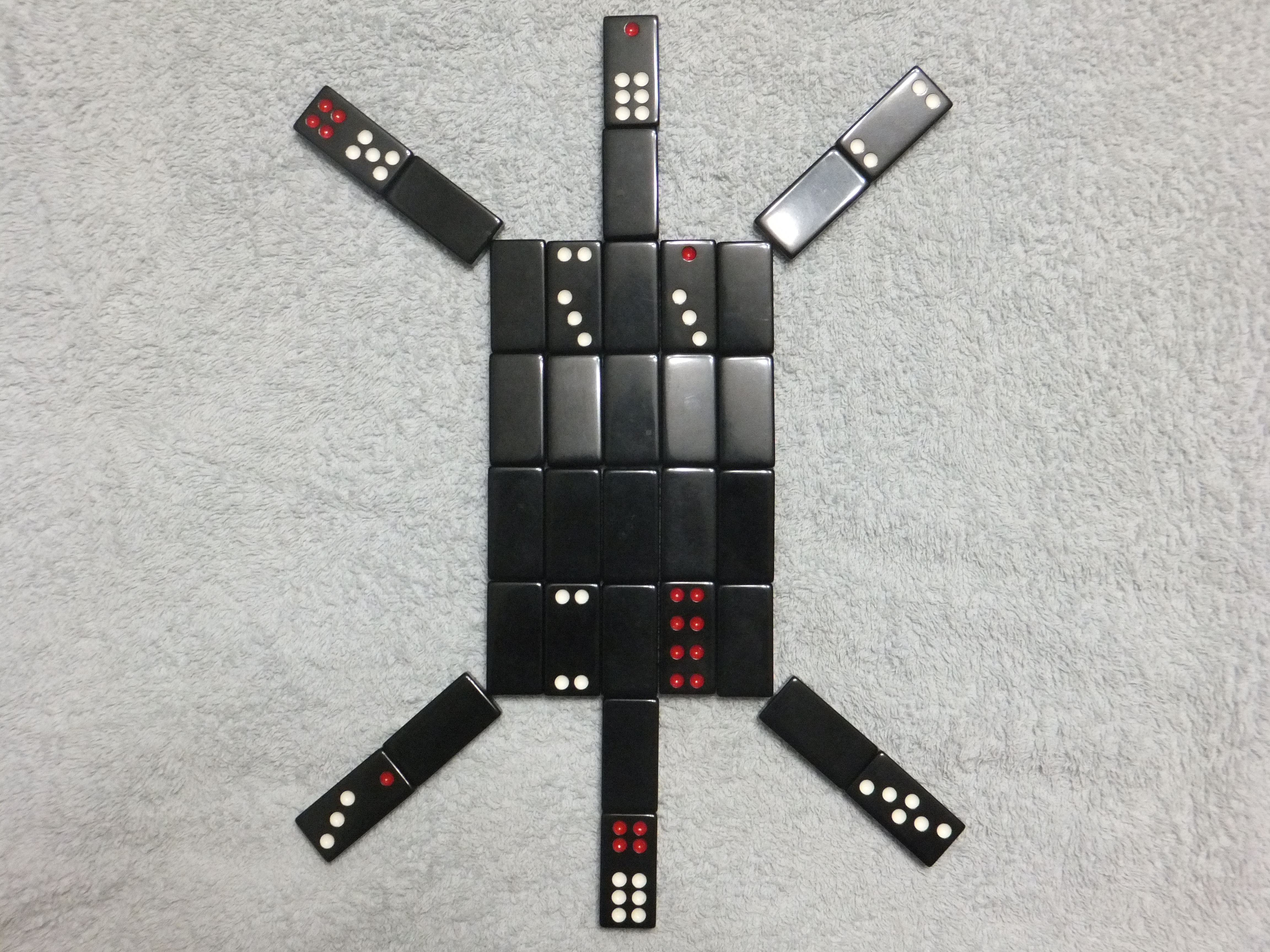
釣金龜的一種隨機佈置

## 牌具
同天九牌的三十二張。

## 牌規
- 全部張隨機混洗，正面朝下，將二十張牌擺為四橫排、五縱列的長方形，稱為龜身，再將各兩牌排放於第一、四排的中間牌的前頭作龜頭、龜尾，各兩張斜擺於龜身的四角作龜足。
- 擺好後，將各足前端的第一張牌、與第一、四橫牌的第二、四張牌翻為正面。若有兩張可以組成對子則取走，並將短邊方向的鄰牌翻開，同樣找對子移除。對子有兩牌皆相同的文對、兩牌總和相同的武對、或至尊對。
- 勝利目標為移除所有牌。無法完成稱為漲死，重新一局。[1]

## 變體

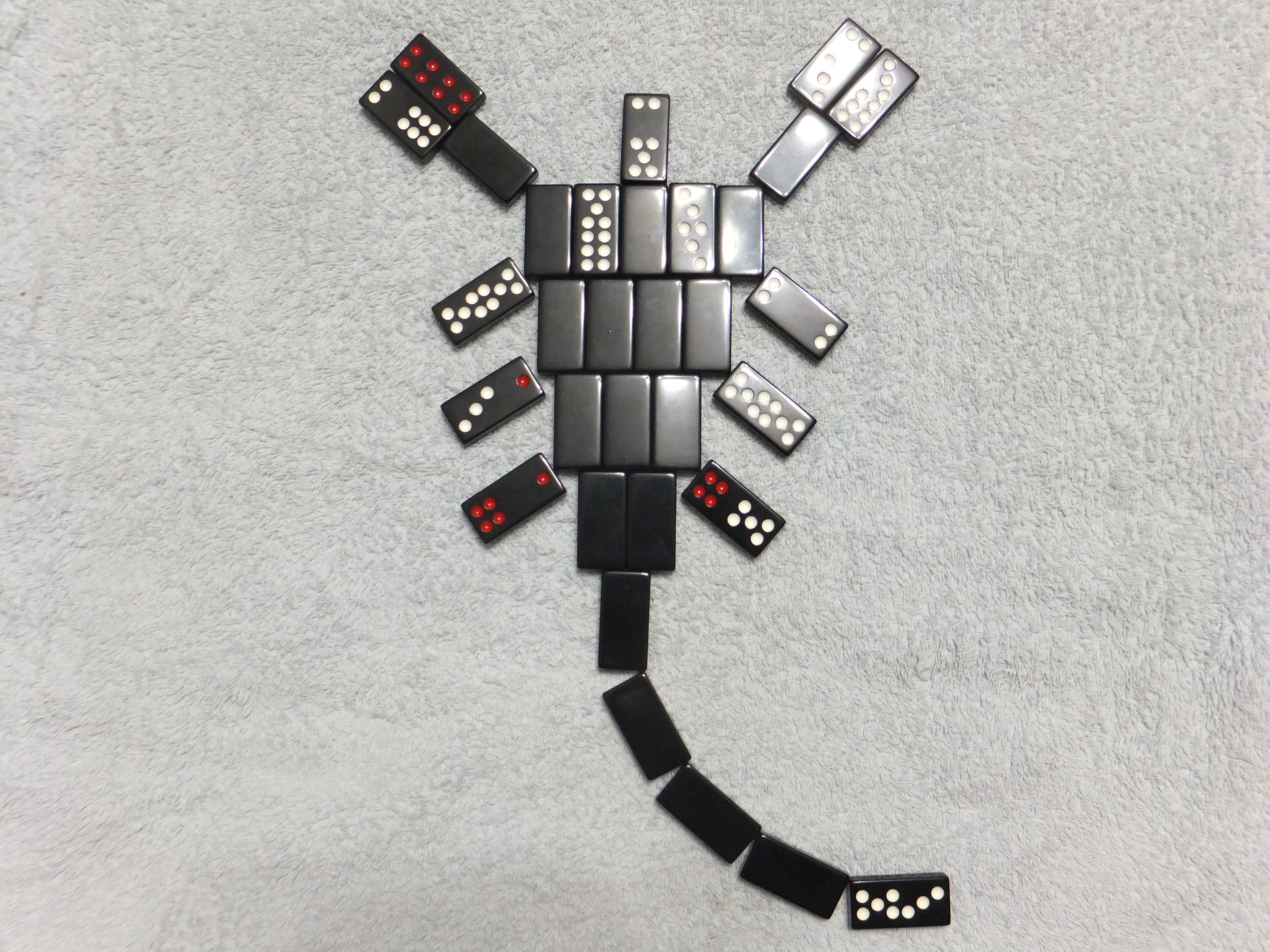
剖蠍子的一種隨機佈置

剖蠍子為類似的遊戲，老舍妻子胡絜青喜歡釣金龜、此戲。擺設為十五張牌擺為三角形，其餘牌擺為蠍子的頭、尾、螯、足。擺好後，將足、兩螯與尾前端的第一張牌、與第一橫牌的第二、四張牌翻為正面，其餘牌有三面臨空才能翻面。無牌可取時，將蠍身的第三橫牌的中間牌翻為正面，稱為剖心，若依舊無法完成，重新一局。